# Središnji Jylland
Središnji Jylland je danska regija nastala 2007. od bivših okruga Ringkjøbing i Århus, te dijela okruga Viborg i Vejle. Obuhvaća središnji dio poluotoka Jutlanda. Na sjeveru izlazi na zaljev Limfjord.
Reljef je nizinski (kao i ostatak Danske). Najviši vrh je Yding Skovhøj visok 173 m. To je najviši prirodni vrh Danske (postoje više građevine). Zapad (izlaz na Sjeverno more) je močvaran i rijetko naseljen. Na istoku je poluotok Djursland koji ima strateški važan položaj na morskom prolazu Kattegat. Iz mjesta Grenå kreću trajektne veze prema Švedskoj. U reljefu su česte morene (ostatci stijena koje su ledenjaci tijekom ledenog doba nosili sa sobom, te su preostale nakon otapanja ledenjaka) koje privlače turiste. Regiji također pripadaju manji otoci Samsø i Anholt. Glavni grad regije je Viborg, a najveći Århus (drugi danski grad po veličini).

## Općine
- Århus
- Favrskov
- Hedensted
- Herning
- Holstebro
- Horsens
- Ikast-Brande
- Lemvig
- Norddjurs
- Odder
- Randers
- Ringkøbing-Skjern
- Samsø
- Silkeborg
- Skanderborg
- Skive
- Struer
- Syddjurs
- Viborg